# Los Feliz (Los Angeles)
Los Feliz è un quartiere collinare nella grande area di Hollywood, a Los Angeles, nello Stato della California, confinante con Hollywood e comprendente parte delle Santa Monica Mountains. Il quartiere prende il nome dalla famiglia Feliz, di etnia californio, che possedeva l'area dal 1795, quando a José Vicente Féliz venne assegnato il Rancho Los Feliz.

## Geografia
Secondo il progetto «Mapping L.A.» del Los Angeles Times, Los Feliz fa parte di Los Angeles Centrale. È delimitato a nord da Griffith Park, a nord-est da Atwater Village, a sud-est da Silver Lake, a sud da East Hollywood e a nord-ovest da Hollywood e Hollywood Hills.
Los Feliz si trova vicino alle autostrade  U.S. Route 101 e  Interstate 5, rispettivamente a Hollywood e Atwater Village. 
I confini del quartiere, secondo il progetto «Mapping L.A.», sono Griffith Park tra Fern Dell Drive e Riverside Drive a nord; il fiume Los Angeles a est; Hyperion Avenue e Griffith Park Boulevard a sud-est; Fountain Avenue e Hollywood Boulevard a sud; Western Avenue, Los Feliz Boulevard e Fern Dell Drive a ovest e nord-ovest.
Secondo la Los Feliz Improvement Association i confini del quartiere si estendono più a ovest, sino a Canyon Drive.
Il Consiglio di quartiere di Los Feliz (Los Feliz Neighborhood Council, LFNC) è diviso in sei distretti:
- Distretto A: Los Feliz Hills e Los Feliz Estates;[5]
- Distretto B: Los Feliz Square, Laughlin Park e Thai Town North;[6]
- Distretto C: Los Feliz Village;[7]
- Distretto D: Los Feliz Knolls e Waverly Heights;[8]
- Distretto E: Franklin Hills e alcuni isolati vicini;[9]
- Distretto F: West Los Feliz.[10]

The Oaks, un quartiere collinare sul lato ovest di Los Feliz al confine con Griffith Park, fa parte dell'Hollywood United Neighborhood Council.
Tuttavia, si trova entro i confini della Los Feliz Improvement Association.

### Los Feliz Hills
L'area a nord di Los Feliz Boulevard, a sud di Griffith Park, è comunemente chiamata Los Feliz Hills. Le colline di Los Feliz comprendono case multimilionarie e la maggior parte dei loro abitanti sono famosi e coinvolti in attività creative.
La suddivisione originaria di Los Feliz Heights è avvenuta nel 1921, da Los Feliz Boulevard a nord sino a Griffith Park, da Catalina Street a Vermont Avenue.
Los Feliz Heights Residential Historic District è caratterizzato dall'architettura revivalista (stili revival coloniale britannico, revival coloniale spagnolo, revival mediterraneo e Tudor revival) realizzati tra il 1920 e il 1949.
La suddivisione originale di Hillhurst Park era tra Los Feliz Boulevard e Griffith Park, da Vermont Avenue a Commonwealth Avenue; la suddivisione originale di Los Feliz Hills era a est, confinante con Riverside Drive, Los Feliz Boulevard e Griffith Park.

### Laughlin Park
La gated community di Laughlin Park ha 60 case. Nel 1998 Laura Meyers sul Los Angeles Magazine ha descritto la zona come «Il quartiere più seducente ed esclusivo di Los Feliz»".
W. C. Fields ha vissuto qui in una residenza all'italiana costruita nel 1919.

### Los Feliz Village
Los Feliz Village occupa la parte meridionale di Los Feliz ed è la sede della maggior parte dei negozi commerciali del quartiere. È incentrato nelle strade principali di Vermont Avenue e Hillhurst Avenue e si estende approssimativamente da Prospect Avenue a Los Feliz Boulevard. Vi sono diverse caffetterie, ristoranti e piccoli negozi di abbigliamento e di vintage.
Los Feliz Village Business Improvement District ha lo scopo di promuovere le imprese locali e organizza un'annuale fiera di strada.
Nel febbraio 2014 un locale chiamato Dumb Starbucks è stato aperto al 1802 di Hillhurst Avenue come ambientazione di un episodio di Nathan for You trasmesso da Comedy Central. Il locale era divenuto famoso per la parodia di Starbucks.

### Clima
Los Feliz subisce un clima mediterraneo caldo estivo (Csa), proprio come la maggior parte di Los Angeles.

## Storia

### Epoca precolombiana
Molto prima che i coloni spagnoli arrivassero e si stabilissero lungo il percorso del fiume Los Angeles, i nativi americani erano gli unici abitanti. Si stima che i primi nativi americani fossero arrivati nella zona circa 10.000 anni fa, stabilendosi in tutto il contado. Uno di questi insediamenti era entro i confini di quello che sarebbe diventato Rancho Los Feliz.
Le indagini archeologiche hanno trovato prove di un importante insediamento che esisteva alla foce del Fern Dell Canyon nel Griffith Park. Il nome di questo villaggio non è noto ma era abitato da una tribù Tongva. 
Queste persone erano chiamate dagli spagnoli «Gabrieleños» in quanto collegati con la Missione dell'Arcangelo Gabriele.

### Periodo Spagna e Messico
Quando la spedizione comandata da Gaspar de Portolà arrivò in zona nel 1769 incontrò gli abitanti di questo villaggio.
Il Rancho Los Feliz di 6 647 acri (circa 27 km²), una delle prime concessioni in California, venne assegnata al caporale José Vicente Feliz. Una vecchia adobe costruita negli anni trenta del XIX secolo dai suoi eredi si trova ancora in Crystal Springs Drive, a Griffith Park.
Altre parti del rancho si svilupparono e divennero le comunità di Los Feliz e Silver Lake.

### Dopo la Conquista
Dopo la Conquista americana della California, la famiglia Feliz vendette il rancho al politico Antonio Francisco Coronel, prima che passasse al milionario James Lick.
Nel 1882 Griffith J. Griffith acquistò 4 071 acri (circa 16,5 km²) di Rancho Los Feliz, mentre l'immobiliare di Lick possedeva ancora la parte sud-ovest del rancho e divenne Lick Tract, in seguito parte di Hollywood.
Griffith donò più della metà del rancho alla città di Los Angeles, che in suo onore lo chiamò Griffith Park, uno dei più grandi parchi urbani degli Stati Uniti.

### Epoca moderna
Griffith morì il 6 luglio 1919, all'età di 67 anni, e lasciò in eredità $ 700 000 e la residua superficie di Los Feliz alla città di Los Angeles da utilizzare per gli ampliamenti di Griffith Park.
Il 9 agosto 1969 Charles Manson e sei componenti della sua banda assassinarono il dirigente aziendale Leno LaBianca e sua moglie Rosemary nella loro casa al 3301 di Waverly Drive, nel quartiere di Los Feliz, dopo aver compiuto la strage di Cielo Drive.
Tra l'8 e il 9 maggio 2007 oltre 817 acri (circa 330 ettari) di terreno disabitato a Los Feliz e Griffith Park, compreso il famoso Dante's View, andarono distrutti in un incendio.
Una volta domato l'incendio, le autorità della città di Los Angeles hanno promesso lo stanziamento di 50 milioni di dollari per riparare i danni.

## Monumenti e luoghi d'interesse
La città di Los Angeles qualifica come «monumento storico-culturale» (Historic-Cultural Monument, HCM) edifici, strade, ponti, fontane che rivestono un'importanza storica e culturale.

### Architetture religiose
- St. Mary of Angels, 4510 Finley Avenue (HCM #136). Progettata dall'architetto Carlton Winslow Sr. nel 1930.
- Thirteenth Church of Christ Scientist, 1748-1780 North Edgemont Street (HCM #559).
- Hollywood Sikh Temple, 1966 N. Vermont Avenue (HCM #1292). Sul luogo di un precedente tempio sikh, nel 1996 è stato ricostruito un nuovo tempio di struttura quadrata realizzato in cemento con rivestimento in stucco.

### Architetture civili
- Lovell Health House, 4616 Dundee Drive (HCM #123). Progettata in stile internazionale dall'architetto Richard Neutra nel 1928-1929.[34]
- Ennis House, 2607 Glendower Avenue (HCM #149). Progettata in stile revival Maya dall'architetto Frank Lloyd Wright nel 1923-1924.[35]
- Osservatorio Griffith (HCM #168). Osservatorio astronomico, sorge sul versante meridionale di Mount Hollywood. Progettato dagli architetti John C. Austin e Frederic Morse Ashley, è stato inaugurato il 14 maggio 1935.[36]
- The Monterey, 4600 W. Los Feliz Boulevard (HCM #353). Costruiti nel 1925 su progetto dell'architetto C. K. Smithley.
- Los Feliz Adobe, 4730 Crystal Springs Drive (HCM #401). Una vecchia adobe costruita intorno al 1853 dagli eredi di José Vicente Feliz si trova nel Griffith Park, ora sede del Park Film Office.[37]
- Taggart House, 2158 N. Live Oak Drive East (HCM #521). Progettata nel 1922 dall'architetto Frank Lloyd Wright Jr. in stile espressionista.[38]
- Midtown School, 4155 Russell Avenue (HCM #553). Progettata nel 1960 dall'architetto John Lautner è gestita dal Lycée International de Los Angeles (LILA).[39]
- Philosophical Research Society, 3910 W. Los Feliz Boulevard (HCM #592). Disegnata da Manly Palmer Hall in stile precolombiano e progettata dall'architetto Robert Stacy-Judd.
- Jacobson House, 4520 W. Dundee Drive (HCM #674). Progettata dall'architetto Edward H. Fickett nel 1965.
- Philip Chandler House, 2531 N. Catalina Street (HCM #689). Progettata dall'architetto Gerard Colcord nel 1936.
- Elliot House, 4237 W. Newdale Drive (HCM #690). Progettata nel 1930 dall'architetto Rudolf Schindler.
- Don Carlos Apartments, 5226 W. Hollywood Boulevard (HCM #714). Progettata nel 1931 dall'architetto John A. Larralde in stile revival coloniale spagnolo.
- John Sowden House, 5121 Franklin Avenue (HCM #762). Progettata in stile revival Maya dall'architetto Frank Lloyd Wright Jr. nel 1926.[40]
- Paul Lauritz House, 3955 W. Clayton Avenue (HCM #784). Residenza del pittore Paul Lauritz dal 1922 al 1942, costruita in stile american craftsman.
- Wirin House, 2622 N. Glendower Avenue (HCM #812). Progettata nel 1949 dall'architetto Richard Neutra.
- Casa Laguna, 1855 N. Kingsley Drive (HCM #832). Condominio di 18 appartamenti costruito nel 1928 in stile spagnolo andaluso.
- Los Feliz Brown Derby, 4500 W. Los Feliz Boulevard (HCM #843). Ha aperto nel 1923 come stazione di servizio, dal 1930 come ristorante drive in, nel 1940 quinto ristorante della cateba Brown Derby.[41]
- Blackburn Residence, 4791 W. Cromwell Avenue (HCM #913). Progettata nel 1927 in stile revival coloniale spagnolo dall'architetto Paul R. Williams.
- Vista Theatre (The Vista), 4473 Sunset Drive. Sala cinematografica in stile revival coloniale spagnolo, ha aperto il 9 ottobre 1923.[42] Nel luglio 2021 è stata acquistata da Quentin Tarantino.[42]

### Altro
- Cedar Trees, Los Feliz Boulevard (HCM #67). Alberi della varietà Cedrus atlantica e Cedrus deodara piantati nel 1916 e nel 1935.
- Franklin Avenue Bridge (HCM #126). Costruito nel 1926 in stile neogotico e conosciuto anche come Shakespeare Bridge.
- William Mulholland Memorial Fountain, 3424 N. Riverside Drive (HCM #162). Inaugurata il 1º agosto 1940 è dedicata all'ingegnere William Mulholland.
- 2719 N. Hyperion Avenue (HCM #163). Sede dei Walt Disney Studios dal 1926 al 1940 e della Disney's Animation School dal 1935 al 1940; ora l'area è occupata dal parcheggio dei supermercati Gelson's.[43]
- Avocado Trees, Avocado Street (HCM #343). Alberi di Avocado che sono stati piantati dai missionari francescani a fine XIX - inizio XX secolo.
- Los Feliz Heights Steps (HCM #657). Scalinata tra Berendo Street  Cromwell Avenue che porta a Bonvue Avenue, costruita nel 1924.
- Moreton Bay Fig Trees, N. Vermont Avenue (HCM #940). 39 Ficus magnolioide piantati nel 1913 su progetto dell'architetto Wilbur David Cook.[44]

### Aree naturali
Griffith Park (HCM #942). Istituito nel 1896 come donazione del colonnello Griffith J. Griffith alla città di Los Angeles. Con un'area di 17,44 km² è uno dei parchi urbani più grandi del nord America.

## Istruzione

### Scuole
- John Marshall High School, LAUSD, 3939 Tracy Street. Progettata dall'architetto George M. Lindsey in stile gotico collegiale, fu inaugurata il 26 gennaio 1931.[47] Dopo il terremoto di Sylmar del 1971, alcuni edifici sono stati abbandonati: la caffetteria è stata demolita ma l'edificio principale, per il suo valore architettonico, è stato preservato. Nel 1975 è stato chiuso per lavori di consolidamento strutturale e nel settembre 1981 è stato riaperto. Il Mike Haynes Stadium, l'arena di calcio e di atletica della scuola, risale al 1981.[48]
- Franklin Avenue Elementary School, LAUSD, 1910 North Commonwealth Avenue.
- Los Feliz Elementary School, LAUSD, 1740 North New Hampshire Avenue.
- Thomas Starr King Middle School, LAUSD, 4201 Fountain Avenue.
- Our Mother of Good Counsel, scuola elementare privata, 4622 Ambrose Avenue.
- Lycée International de Los Angeles - Los Feliz Campus, scuola elementare privata. L'edificio è stato progettato dall'architetto John Lautner nel 1960.

Nel 1998 Laura Meyers sul Los Angeles Times ha affermato che i residenti di Laughlin Park di Los Feliz «tendono a non mandare i loro figli alle scuole pubbliche locali» e «spesso» preferiscono il Lycée International o la Oaks School.

## Economia
A Los Feliz Village o nelle sue vicinanze ci sono numerosi bar e ristoranti adatti alla vita notturna, principalmente in Hillhurst Avenue, tra Los Feliz Boulevard e Prospect Avenue, e in Vermont Avenue, tra Franklin Avenue e Hollywood Boulevard. Alcuni erano bar classici del loro periodo di massimo splendore, frequentati da gente della classe operaia, ma anche da personalità come Charles Bukowski, Lawrence Tierney e, in generale, da poeti, artisti, scrittori e altre attività creative.
The Derby, tra Hillhurst Avenue e Los Feliz Boulevard, l'ultimo bar della storica catena Brown Derby, è stato chiuso nel 2009.
Dal 2012 l'edificio è occupato per metà dal ristorante Mess Hall Kitchen e per l'altra metà da una filiale della Chase Bank.
È apparso in una scena nel film Swingers.
The Dresden Room, in Vermont Avenue, che appare anche nel film Swingers, presentava spettacoli dal vivo di Marty & Elayne. (Marty ed Elayne fanno brevi apparizioni in Swingers e nell'episodio della quarta stagione di Mr. Show "Rudy Will Await Your Foundation.")
Figaro Bistrot, in Vermont Avenue, aperto nel 1922.
Lo studio Hyperion della Disney era situato nell'area di Los Feliz dove ora si trova il Gelson's Market.